# Ford Freestyle

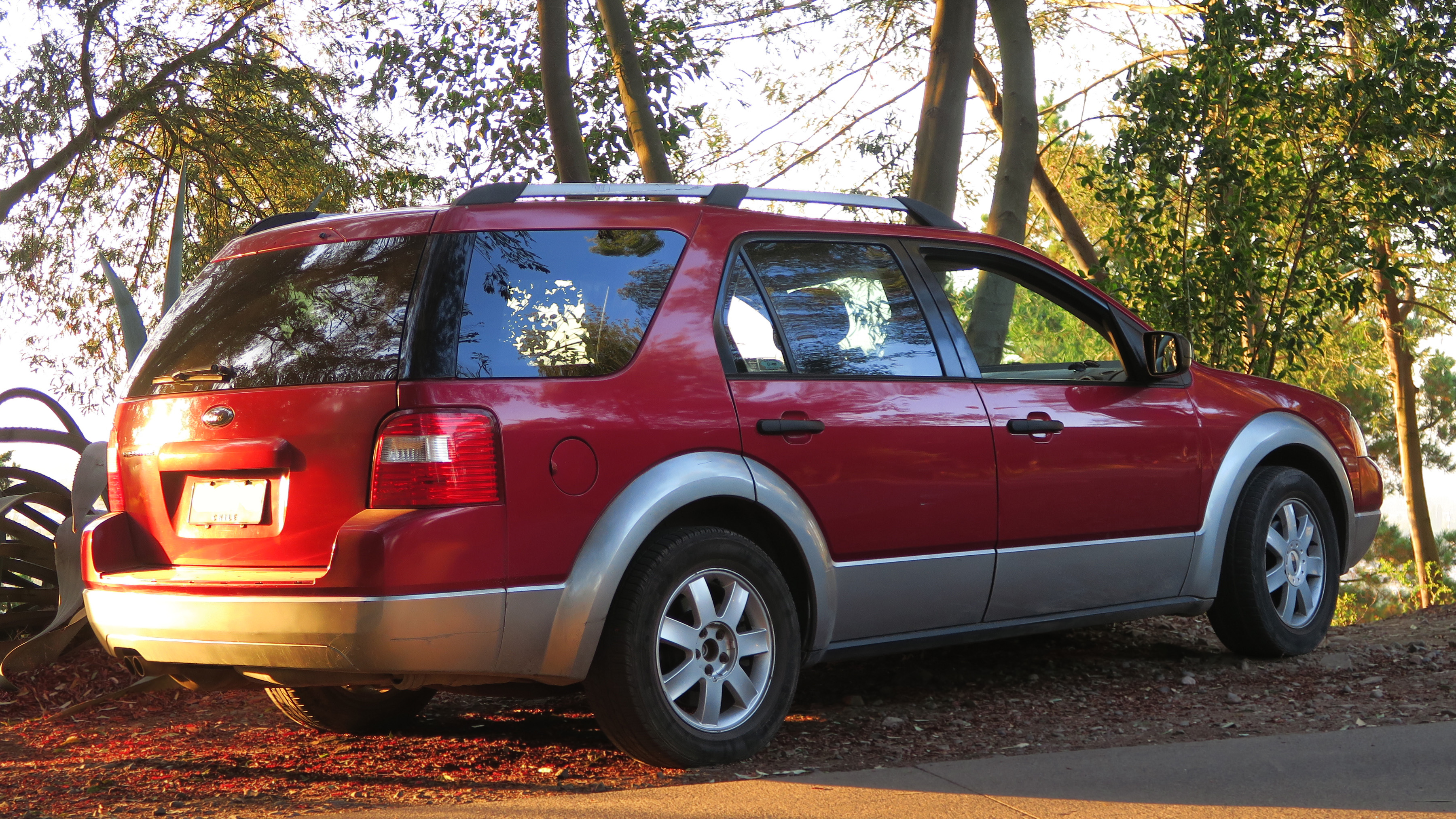
Heckansicht

Der Ford Freestyle  (Code D219) war ein großes Crossover-SUV (Sport Utility Vehicle), das im Herbst 2004 von der Ford Motor Company eingeführt wurde, um gegen Konkurrenzmodelle wie den Toyota Highlander, den Honda Pilot, den Nissan Murano und den Mitsubishi Endeavor und Kombimodelle wie den Subaru Legacy und den Outback anzutreten. In der Ford-Modellpalette ersetzte er den Taurus Kombi und war ab dem Modelljahr 2007 zwischen Edge und Explorer positioniert.
Er wurde in den USA, in Kanada, in Südkorea, in Puerto Rico, auf den Jungferninseln und in Guam angeboten. Der Freestyle wurde Anfang 2003 auf der Detroit Auto Show als Konzeptfahrzeug vorgestellt.
Aufgrund schlechter Verkaufszahlen wurde die Produktion im Frühjahr 2007 eingestellt. Nachfolger war ab Mitte 2007 der Taurus X.
Das Fahrzeug baute wie der Ford Five Hundred, der Mercury Montego und verschiedene Volvo-Modelle, etwa der XC90, auf der Ford-D3-Plattform auf. Der Freestyle wurde in Fords Chicago Assembly montiert. Bei gleicher Plattform unterscheiden sich Volvo XC90 und Freestyle aber deutlich. Der Freestyle verfügt wie viele andere SUV und Vans über drei Sitzreihen mit Platz für sieben Passagiere und bietet, wie auch der Nachfolger Taurus X, eine erhöhte Sitzposition.
Seit der Einstellung des Bronco erhalten alle Ford-SUV Namensbezeichnungen, die mit dem Buchstaben E beginnen (wie der EcoSport, Escape, Explorer, Expedition, Edge und Excursion). Ford nutzte kurzzeitig den Buchstaben F für PKWs (z. B. Focus, Freestar, Five Hundred und Fusion), während die inzwischen eingestellte Marke Mercury Modellbezeichnungen mit einem M am Anfang nutzte (wie Montego, Milan, Mountaineer, Monterey und Mariner).
Der Freestyle gehörte zusammen mit seinem früheren Schwestermodell Five Hundred und dem Escape Hybrid zu den ersten US-amerikanischen Fahrzeugen, bei denen ein CVT-Getriebe Verwendung fand. Zum Erstaunen bei Ford entschieden sich 55 % der Käufer für die mit einer Haldex-Kupplung ausgestatteten Modellversionen mit Allradantrieb. Man war zunächst von einem Verkaufsanteil von 40 % ausgegangen. Die Gesamtverkaufszahlen lagen allerdings dennoch unterhalb der Prognosen bei Ford, obwohl diese monatlich zunahmen. Einige Käufer wählten anstatt des Ford-Bestsellers Explorer den Freestyle. Viele Käufer aber kritisierten dessen hohen Benzinverbrauch.
Der Freestyle wurde 2005 im Wettbewerb Auto des Jahres in den USA Zweiter hinter dem Escape Hybrid.

## Umbenennung des Freestyle
→ siehe Hauptartikel: Ford Taurus X
Bei Ford dachte man aufgrund der anfänglich schlechten Verkaufszahlen daran, den auf der D3-Plattform basierenden Freestyle bereits nach zwei Modelljahren wieder einzustellen. Ein Mercury mit der internen Bezeichnung Meta-One auf der gleichen Plattform und einem ähnlichen Styling sollte ab 2008 das ursprüngliche Modell ersetzen.
Die Pläne für den Mercury Meta-One wurden aber wieder fallen gelassen, und auf der Chicago Auto Show im Februar 2007 wurde stattdessen ein überarbeiteter Freestyle vorgestellt. Dieser besaß einen neuen Kühlergrill, verfügte über einen neuen Antrieb – und einen neuen Namen: Ford Taurus X.